# 徳岡由美子
徳岡 由美子（とくおか ゆみこ、1962年5月10日 - ）は、日本の裁判官。大阪地方裁判所部総括判事、京都家庭裁判所所長などを経て、大阪高等裁判所部総括判事。

## 人物・経歴
兵庫県明石市出身。神戸大学法学部卒業後、1987年大阪地方裁判所判事補任官。1989年福岡地方裁判所小倉支部判事補。1992年岡山地方裁判所判事補。1995年神戸地方裁判所尼崎支部判事補。1997年同判事。1998年東京地方裁判所判事 。2001年大阪地方裁判所判事。2005年宮崎地方裁判所部総括判事。2009年大阪地方裁判所判事。2010年同部総括判事。2016年神戸地方裁判所姫路支部長。2020年山口地方裁判所所長、山口家庭裁判所所長。2021年京都家庭裁判所所長。2023年大阪高等裁判所部総括判事。

## 裁判
- 定員超過や給食が少なかったとして、男児や両親が保育園園長に慰謝料を求めていた事件で、「体重が上昇しにくかった」などとして、慰謝料100万円の支払いを命じた[5]。

## 著書
- 『物権・不当利得・不法行為』（藤原弘道, 松山恒昭編）青林書院 2007年
- 『建築訴訟』（小久保孝雄と共編著）青林書院 2015年